# Frolovo
Frolovo (en russe : Фролово) est une ville de l'oblast de Volgograd, en Russie. Sa population s'élevait à 38 836 habitants en 2013.

## Géographie
Frolovo se trouve sur la rivière Artcheda, dans le bassin du Don, à 133 km — 148 km par la route — au nord de Volgograd.

## Histoire
Frolovo fut fondée en 1868 pour le service des constructeurs de la voie ferrée Griazi – Povorino – Tsaritsyne. Elle reçut le statut de ville en 1936.

## Population
Recensements (*) ou estimations de la population
| 1926* | 1939*  | 1959*  | 1970*  | 1979*  |
| ----- | ------ | ------ | ------ | ------ |
| 9 853 | 17 407 | 26 438 | 33 398 | 39 525 |

| 1989*  | 2002*  | 2010*  | 2012   | 2013   |
| ------ | ------ | ------ | ------ | ------ |
| 41 680 | 41 132 | 39 449 | 39 129 | 38 836 |